# Зграда СДК у Суботици
Зграда СДК у Суботици се налази у улици Корзо број 5, адаптирана је и подигнута за један спрат за потребе банке 1912. године и представља непокретно културно добро као  споменик културе.
Зграда као типичан пример пословне зграде је адаптирана и дограђена по пројекту архитеката сецесије Марцела Комора и Дежеа Јакаба. Фасада је решена у стилу неоренесансе са елементима класицизма. Овај двоспратни, угаони објекат са средњим ризалитом и два скромнија крајња ризалита, где средишњи део се огледа у масивним полустубовима који доминирају и приземљем и спратним деловима. На приземљу су полустубови са дорским капителима, без базе и канелираним корпусом, који је нешто збијенији и тежи од горњег. Централна улазна врата су померена из вертукалне осе удесно. Капија је од кованог гвожђа и заузима ширину два прозорска отвора. Објекат има декоративне елементе сецесије, вегетабилну орнаментику и површинско конципирање фасаде. 
Приземљем доминирају велики застакљени портали, а на спрату су вишеделни правоугаони прозори који својим обликом подсећају на прозоре бечке сецесије. У средишњем ризалиту на првом и другом спрату постављени су балкони са решетком од кованог гвожђа са истом орнаментиком као и решетке на главном и споредном порталу. Средишњи ризалит је наглашен равном атиком украшеном вазама на бочном делу. Високо кровиште је двосливно, покривено је жљебљеним црепом. 
Зграда СДК на Корзоу је посебно интересантна јер је сачуван целокупан ентеријер приземља. Необично лепа унутрашњост објекта одише топлином резбареног дрвета којима су обложени масивни парапети шалтера и од којег је израђен мобилијар, са широким атријумом изнад кога је декоративно лантерни кров у виду витража.
Зграда је рестаурирана 1978. године.